# نور (شاهرود)
نور یک روستا در ایران است که در دهستان خوارتوران شهرستان شاهرود واقع شده‌است. نور ۹۲ نفر جمعیت دارد.